# Вандер-Линден, Пьер Леонар
Пьер Леонар Вандер-Линден (фр. Pièrre Léonard Vander Linden) — бельгийский энтомолог. Был профессором зоологии, специализировался на изучении перепончатокрылых. Автор книги «Observations sur les Hyménoptères d’Europe de la famille des Fouisseurs» (1827—1829).

## Биография
Родился 12 декабря 1797 года в Брюсселе в семье врача. Учился в Болонском университете. В 1823 году стал доктором медицины в Лёвенском университете. В 1830 году он был назначен профессором естественной истории. Умер в Брюсселе 5 апреля 1831 года от воспаления кишечника. В его честь назван род стрекоз Lindenia и вид Erythromma lindenii.